# Домбек (гміна Червін)
Домбек (пол. Dąbek) — село в Польщі, у гміні Червін Остроленцького повіту Мазовецького воєводства.
Населення — 89 осіб (2011).
У 1975-1998 роках село належало до Остроленцького воєводства.

## Демографія
Демографічна структура станом на 31 березня 2011 року:
|          | Загалом | Допрацездатний вік | Працездатний вік | Постпрацездатний вік |
| -------- | ------- | ------------------ | ---------------- | -------------------- |
| Чоловіки | 47      | 7                  | 32               | 8                    |
| Жінки    | 42      | 11                 | 19               | 12                   |
| Разом    | 89      | 18                 | 51               | 20                   |